# Kazbek Tuayev
Kazbek Tuayev (in russo Казбек Алиевич Туаев?, Kazbek Alievič Tuaev; Ələt, 9 maggio 1940) è un allenatore di calcio, dirigente sportivo ed ex calciatore sovietico, dal 1991 azero, di ruolo attaccante.
Tra il 1984 e il 1987 e tra il 1990 e il 1991 è stato il direttore sportivo del Neftçi Baku.

## Carriera

### Giocatore

#### Club
Durante la sua carriera ha giocato principalmente con il Neftchi Baku.

#### Nazionale
Conta 3 presenze con la Nazionale sovietica.

### Allenatore
Per un certo periodo è tornato al Neftchi Baku come allenatore.

## Palmarès

### Allenatore

#### Competizioni nazionali
- Campionato azero: 1

Neftchi: 2004-2005